# Sigyn Almgren
Sigyn Maria Kristina Almgren, född 14 oktober 1908 i Stockholm, död 21 september 2002 i Högalids församling i Stockholm, var en svensk läkare.
Hon studerade vid Karolinska institutet i Stockholm och blev 1930 medicine kandidat och 1936 medicine licentiat. Hon var därefter verksam 1936–1937 vid Serafimerlasarettet, 1937–1940 med invärtesmedicin vid Sabbatsbergs sjukhus, 1941–1951 vid gengaskliniken (hon specialiserade sig på koloxidförgiftning) vid Sabbatsberg och Södersjukhuset, tjänstgjorde från 1951 vid Beckomberga sjukhus och var 1968–1975 överläkare för öppna vården vid Beckomberga sjukhus. Efter pensioneringen var hon 1974–1990 sjukhemsläkare vid Solsunda-Hagnäs. Sigyn Almgren är begravd på Norra begravningsplatsen utanför Stockholm.

### Fotnoter
1. 1 2 3   Sveriges dödbok 1901–2009 Swedish death index 1901–2009 (Version 5.0). Solna: Sveriges Släktforskarförbund. 2010. Libris 11931231